# Kosmos 2535
Kosmos 2535, ruski vojni satelit nepoznate namjene iz programa Kosmos. Pretpostavlja se da je vjerojatno vrste Nivelir-L br. 2. Prema izjavi ruskog ministarstva obrane, satelit je za proučavanje umjetnih i prirodnih učinaka svemira na ruske svemirske letjelice i kalibriranje radarskih sustava zračnih i svemirskih snaga.
Lansiran je 10. srpnja 2019. godine s kozmodroma Pljesecka, s mjesta 43/4. Lansiran je u nisku orbitu oko planeta Zemlje raketom nosačem Sojuz-2.1v/Volga. Orbita mu je 610 km u perigeju i 621 km u apogeju. Orbitna inklinacija mu je 97,88°. Spacetrackov kataloški broj je 44421. COSPARova oznaka je 2019-039-A. Zemlju obilazi u 97,00 minuta. 
S njim su lansirana još tri satelita nepoznate namjene. Razgonski blok Volga 14S46 br. 3 je u niskoj orbiti oko Zemlje.

## Vanjske poveznice
- N2YO.com Search Satellite Database (engl.)
- Celes Trak SATCAT Format Documentation (engl.)